# Neuillay-les-Bois

Neuillay-les-Bois este o comună în departamentul Indre, Franța. În 1 ianuarie 2022 avea o populație de 659 de locuitori.